# Royal Academy of Dance
Royal Academy of Dance (ofta förkortat RAD eller R.A.D.) är inom vissa områden världsledande balettakademi med huvudsäte i London.

## Historia
1920 samlade Philip Richardsson, tidigare redaktör för tidskriften "Dancing Times", 30 gäster till en middag vid Trocadero Restaurant i London. Hedersgäster var
- Adeline Genée, från Danmark
- Tamara Karsavina, Ryssland
- Lucia Cormani, Italien
- Edouard Espinosa, Frankrike
- Phyllis Bedells, England

Dessa representerade dåtidens viktigaste träningsmetoder inom balett. Man var bekymrad för den dåliga kvalitén inom dansträningen i Storbritannien vilket ledde fram till bildandet av "Association of Operatic Dancing of Great Britain". Under de följande åren växte organisationen i storlek och inflytande. 1935 gav Georg V av Storbritannien organisationen kunglig status och namnet ändrades till "Royal Academy of Dancing".
1997 slogs Benesh Institute ihop med Royal Academy of Dancing. Benech Institute är internationellt centrum för Benesh Movement Notation, som är en slags skriftspråk för dansrörelser. 1999 ändrades namnet till "Royal Academy of Dance"
Organisationen finns idag (2007) representerad i 79 länder. Man har 5 898 lärare registrerade i 36 länder. Över 250 000 elever följer läroplanen som organisationen utvecklat och av dem examineras 212 356 elever varje år.

## Undervisning
Royal Academy of Dance har två olika utbildningprogram för elever, "Graded Examination" och "Vocational Graded Examination".

### Graded Examination
Inom Graded Examination tränar man inom tre olika områden; klassisk balett, fri rörelse och karaktärsdanser. Karaktärsdanser är nationella danser från Ungern, Ryssland och Polen. Pojkar och flickor följer samma utbildningsprogram och examineras samtidigt. Följande grupper finns:
- Pre-Primary (5 år och uppåt)
- Primary (6 år och uppåt)
- Grade 1 (7 år och uppåt)
- Grade 2 (7 år och uppåt)
- Grade 3 (7 år och uppåt)
- Grade 4 (7 år och uppåt)
- Grade 5 (7 år och uppåt)
- Grade 6 (11 år och uppåt)
- Grade 7 (11 år och uppåt)
- Grade 8, Award (11 år och uppåt)[3]

### Vocational Graded Examination
Vocational Graded Examination är en yrkesförberedande utbildning som är mer krävande och träningsintensiv. Det är här flickorna börja dansa tåspets. Pojkar och flickor har olika utbildningsprogram och examineras separat. Ofta följer eleven denna utbildning parallellt med Graded Examination efter Grade 4 eller 5. Det finns följande grupper:
- Intermediate Foundation (11 år och uppåt)
- Intermediate (12 år och uppåt)
- Advanced Foundation (13 år och uppåt)
- Advanced 1 (14 år och uppåt)
- Advanced 2 (15 år och uppåt)
- Solo Seal, Award (måste uppnått Advanced 2 med betyget "distinction")[4]

### Lärarutbildning
För att undervisa inom Royal Academy of Dance måste man ha passerat Intermediate. För lärare finns särskilda utbildningprogram med bl.a. danslära.